# Кривенко Іван Іларіонович
Іван Іларіонович Кривенко (1925—2001) — танкіст, учасник Німецько-радянської війни, Герой Радянського Союзу (1945), почесний громадянин Павлодару.

## Біографія
Народився 5 червня 1925 року в селі Марківка, нині сільська зона міста Аксу Павлодарської області Республіки Казахстан.
До війни закінчив тракторні курси. З 1939 року — тракторист в радгоспі «Жовтневий» Качирського району.
Покликаний Максимо-Горківським (Качирським) райвійськкомом в 1942 році.
Механік-водій танка «Т-34» 1-го танкового батальйону 50-ї гвардійської танкової бригади (9-й гвардійський танковий корпус, 2-а гвардійська танкова армія, 1-й Білоруський фронт).

### Геройський вчинок
У лютому 1945 року, будучи в засідці, танкісти були атаковані групою танків противника, але мужньо провели бій і знищили 2 німецькі танки..

### Повоєнні роки
У 1946 році старшина Кривенко демобілізувався і працював в радгоспі «Жовтневий» Качірского району бригадиром-трактористом. З 1966 року на Павлодарському тракторному заводі, начальник гаража і інженер. У 1995 році учасник ювілейного параду в Москві.

## Нагороди та звання
- Герой Радянського Союзу (31.05.1945);
- орден Леніна;
- орден Вітчизняної війни I ступеня;
- три ордени Червоної Зірки;
- медалі.

## Пам'ять
- Його ім'ям названа вулиця в м Павлодарі (1994).
- Встановлено бюст Героя на площі Перемоги (2001)[3].